# Atlantic Rock
Pour les articles homonymes, voir British-Colombia.
Maillots
Actualités
Les Atlantic Rock sont une sélection provinciale canadienne de rugby à XV participant au Championnat provincial du Canada de rugby à XV, une compétition de rugby à XV réunissant quatre provinces canadiennes. La sélection regroupe les quatre provinces du Canada atlantique et du Québec.

## Histoire

Localisation des provinces de l'Atlantique.

La restructuration du championnat canadien conduit à fusionner de nombreuses équipes afin de créer une sélection provinciale. La sélection est fondée en 2009, et participe à la première édition de l'Americas Rugby Championship avec d'autres équipes provinciales du Canada, de l'Argentine et des États-Unis.
En 2010, la fédération canadienne modifie le format de la compétition et créée le Championnat provincial du Canada. Les quatre équipes canadiennes ayant participé à l'ARC se reversées dans cette compétition, tandis qu'une sélection des meilleurs joueurs de la compétition représente le Canada à l'ARC. Les Rock remportent la première édition.

## Palmarès
- Championnat provincial :
  - Vainqueur (1) : 2010.